# Processo C-41
O processo C-41 é um processo de desenvolvimento de filme de impressão a cores cromogênico. C-41, também conhecido como NC-16 pela Fuji, CNK-4 pela Konica e AP-70 pela AGFA, é o processo mais popular de desenvolvimento de filme em uso, com a maioria dos laboratórios de revelação dedicando-lhe, pelo menos, uma máquina de processamento.